# چشمه عبدالکریم
چشمه عبدالکریم، روستایی از توابع بخش صالح‌آباد شهرستان تربت جام در استان خراسان رضوی در ایران است.

## جمعیت
این روستا در دهستان باغ کشمیر قرار دارد و براساس سرشماری مرکز آمار ایران در سال ۱۳۸۵، جمعیت آن ۱۵۶ نفر (۳۵خانوار) بوده است.